# راي تشارلز (موسيقي)
راي تشارلز (بالإنجليزية: Ray Charles)‏ هو موسيقي ومغني وكاتب أغاني أمريكي، ولد في 13 سبتمبر 1918 في شيكاغو في الولايات المتحدة، وتوفي في 6 أبريل 2015 في بيفرلي هيلز في الولايات المتحدة بسبب سرطان.

## وصلات خارجية
- راي تشارلز على موقع IMDb (الإنجليزية)
- راي تشارلز على موقع ميوزك برينز (الإنجليزية)
- راي تشارلز على موقع قاعدة بيانات برودواي على الإنترنت (الإنجليزية)
- راي تشارلز على موقع ديسكوغز (الإنجليزية)